# Pathécolor
Pathécolor, más tarde renombrada como Pathéchrome, es un sistema de aplicación de color en películas que desarrolló el cineasta español Segundo de Chomón para la realización de filmes en los estudios Pathé en 1903. Consiste en un proceso de tintado de película a partir de una plantilla mecánica. Pathécolor es un proceso de plantilla que no se ha de confundir con Pathé Color o Color by Pathé. Estos son nombres comerciales que surgieron posteriormente.[cita requerida]
El proceso de plantilla no era como el proceso de fotografía en color y tampoco utilizaba película en color (del mismo modo que los procesos de color de películas realizados con ordenador). Era una manera de añadir colores en películas originariamente rodadas en blanco y negro.
La última película que utilizó este proceso que se conoce es Elstree Calling, una película británica del 1930 dirigida por Alfred Hitchcock para los Elstree Studios.[cita requerida]

## Técnica
El proceso de color mediante plantilla, requería que la película fuera cortada de forma manual cuadro por cuadro. Se pasaba de una copia de la zona que iba a ser teñida a otra impresión idéntica, y en cada una se aplicaba un color de los que se verían al final, los cuales acostumbraban a ser entre tres y seis.

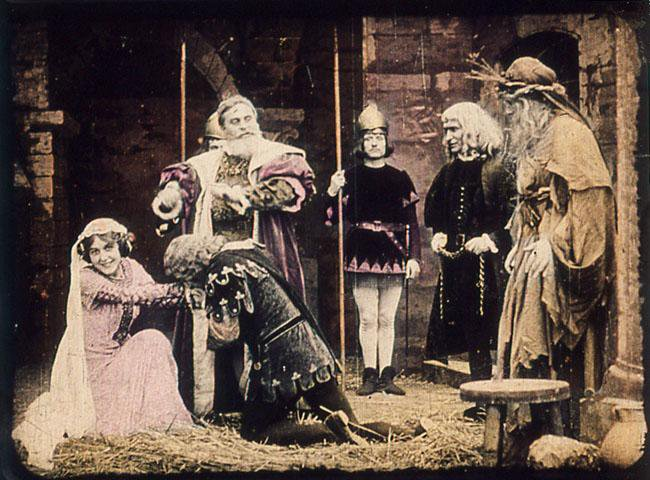
Fotograma de un filme procesado con Pathécolor.

El proceso mejoró notablemente con la introducción de la máquina de cortar. Esta podía seguir los contornos de las áreas de la imagen en una imagen ampliada a partir de una impresión proyectada sobre un vidrio esmerilado que servía de guía para hacer los cortes. Un pantógrafo reducía la ampliación a la medida del marco necesario, y la máquina realizaba el corte en la impresión de la plantilla con una aguja.
Cuando se cortaba manualmente, la gelatina se tenía que retirar de la impresión estampada para formar una tira transparente, en cambio, con el proceso más avanzado de corte realizado por la máquina, la imagen se cortaba en una plantilla en blanco directamente, haciendo el proceso más rápido y limpio y evitando errores. Para cada color, la impresión de la plantilla se introducía en registro con la impresión positiva, en una máquina de impresión donde se aplicaba el colorante ácido utilizando una banda continua de terciopelo.

## Primer filme
La película Vida y Pasión de Cristo, de 1903, es la primera película que se realizó utilizando esta técnica; y a su vez, también es el primer filme a color de toda la historia.

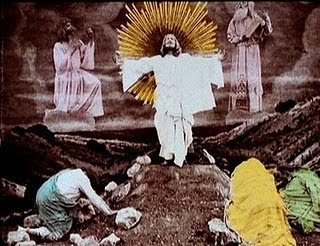
Fotograma de Vida y Pasión de Cristo.

Es una película francesa que dirigieron Lucien Nonguet y Ferdinand Zecca para Pathé Frères. Su duración es de unos 45 minutos. Es una de las producciones más célebres de los primeros años del cine aunque solo cuenta con la actuación de dos actores; Madame Moreau y Monsieur Moreau. Se estrenó como una serie de 18 impresiones, a las cuales, sucesivamente a lo largo de los años, se les fue añadiendo más, hasta que al 1905 acabó contando con 31. Fue utilizada como complemento de evangelización por los misioneros destinados en África y Asia durante muchos años debido a su temática religiosa y bíblica.[cita requerida]